# Мончинский, Леонид Васильевич
Мончи́нский Леони́д Васи́льевич (6 августа 1935, Смоленск — 5 марта 2016, Краснодар) — советский и русский писатель, сценарист.

## Биография
Родился 6 августа 1935 года в Смоленске.
Окончил журфак Иркутского государственного университета, работал журналистом в газетах и журналах, старателем в артели Вадима Туманова. В соавторстве с Владимиром Высоцким написал роман «Чёрная свеча». Автор повести «Прощённое воскресенье».
В 1976 году Владимир Высоцкий дал импровизированный концерт с балкона квартиры Леонида Мончинского в Иркутске. В 1994 году в память об этом была установлена мемориальная доска.
Скончался 5 марта 2016 года в Краснодаре.

## Семья
Вдова — Галина Николаевна. Сын — митрополит Белгородский и Старооскольский Иоанн. 
Дочь — Любовь.

## Экранизации
- «Волчья кровь» (1995) — по повести «Прощёное воскресенье».
- «Фартовый» (2006) — по роману «Чёрная свеча».

## Награды
- Литературная премия Василия Шукшина.